# Hermann Hesse
Hermann Karl Hesse (pronunciado /ˈhɛɐman ˈhɛsə/; Calw, Reino de Wurtemberg, 2 de julio de 1877-Montagnola, Suiza, 9 de agosto de 1962) fue un escritor, poeta, novelista y pintor alemán, nacionalizado suizo en 1924, ganador del Premio Nobel de Literatura en 1946.
De su obra de cuarenta volúmenes —entre novelas, relatos, poemarios y meditaciones— se han vendido más de 30 millones de ejemplares, de los cuales solo una quinta parte corresponde a ediciones en alemán. Además, publicó títulos de autores, antiguos y modernos, así como monografías, antologías y varias revistas. Editó también casi 3000 recensiones. A esta obra se suma una copiosa correspondencia: al menos 35 000 respuestas a cartas de lectores, y su actividad pictórica: centenares de acuarelas de sesgo expresionista e intenso cromatismo. Según el biógrafo Volker Michels «nos enfrentamos con una obra que, por su copiosidad, su personalidad y su vasta influencia, no tiene paralelo en la historia de la cultura del siglo XX».
Hasta el centenario de su nacimiento, se habían escrito más de 200 tesis doctorales, unos 5000 artículos y 50 libros sobre su vida. Para dicha fecha, era también el europeo más leído en Estados Unidos y Japón, y sus libros traducidos a más de 40 idiomas, sin contar dialectos hindúes.
Recibió el Premio Nobel de Literatura en 1946, como reconocimiento a su trayectoria literaria.

## Vida

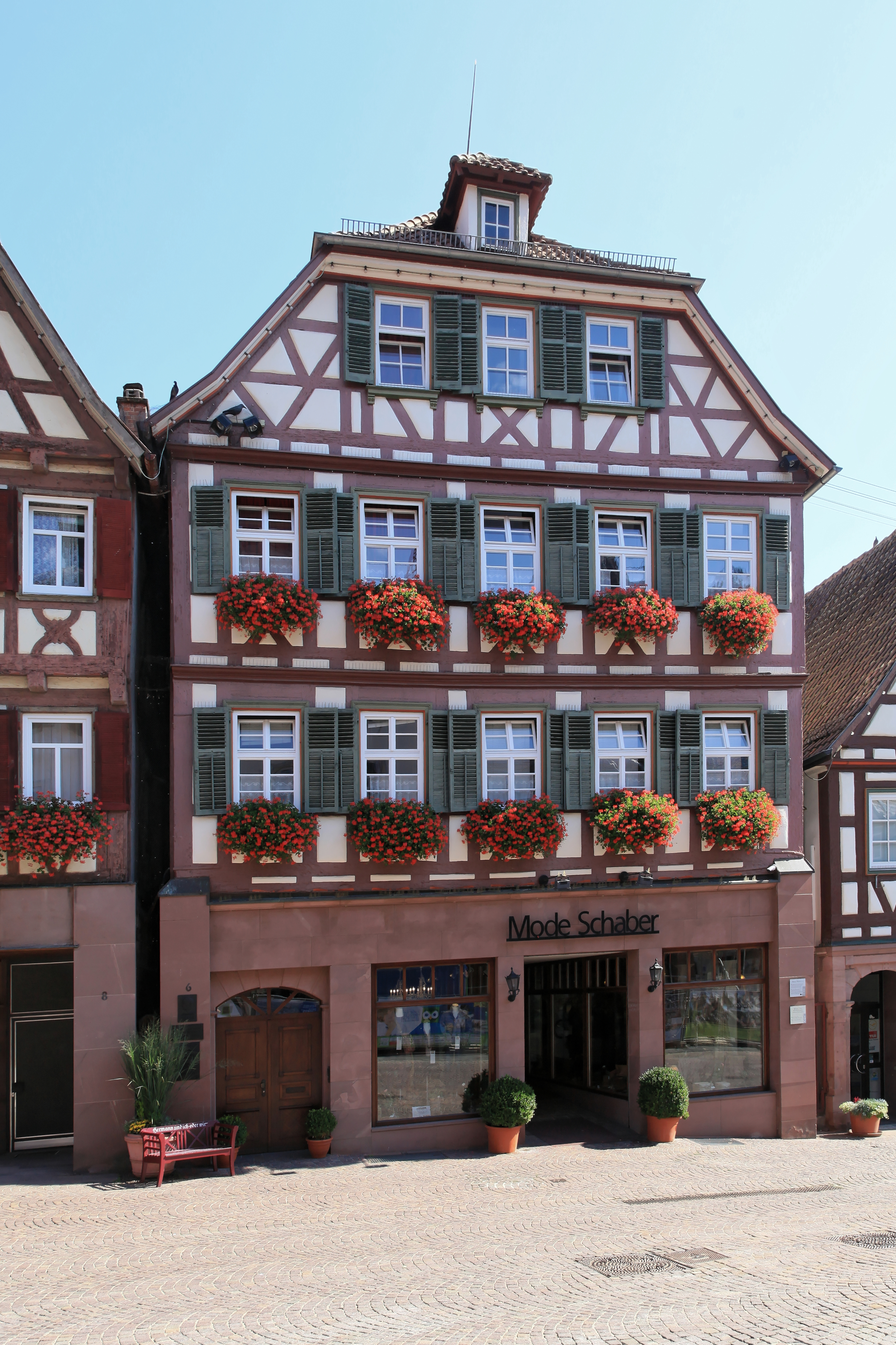
Casa donde nació Hesse, en Calw.

Hermann Karl Hesse nació en Calw, localidad ubicada en Wurtemberg, donde transcurrieron los tres primeros años de su vida (hasta 1880) y tres años de colegio (1886 a 1889). Descendiente de misioneros cristianos, la familia tuvo desde 1873 una editorial de textos misioneros dirigida por el abuelo materno de Hesse, Hermann Gundert. Era hijo de Johannes Hesse, nacido en 1847, hijo de un médico originario de Estonia, y de Marie Gundert, nacida en Thalassery (India) en 1842. Hesse tuvo cinco hermanos, de los que dos murieron prematuramente.
Durante los primeros años, su mundo estuvo impregnado por el espíritu del pietismo suabo. En 1881, la familia se instaló en Basilea, aunque acabó volviendo a los cinco años a Calw. Terminados sus estudios latinos con éxito en Göppingen, Hesse ingresó en 1891 en el seminario evangélico de Maulbronn, del que se escapó en marzo de 1892 a causa de la rigidez educativa que le impedía, entre otras cosas, estudiar poesía: «seré poeta o nada», dice en su autobiografía. En su obra Unterm Rad (Bajo las ruedas) hizo una descripción del sistema educativo.

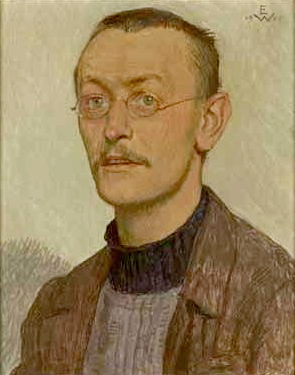
Hermann Hesse en 1905. Retrato de Ernst Würtenberger (1868-1934).

Continuos y violentos conflictos con sus padres lo llevaron a una odisea a través de diferentes instituciones y escuelas. Entró en una fase depresiva e insinuó, en una carta de marzo de 1892, ideas suicidas: «quisiera partir como el sol en el ocaso», y en mayo hizo una tentativa de suicidio, por lo que lo ingresaron en el manicomio de Stetten im Remstal, y más tarde en una institución para niños en Basilea. En 1892, entró en el Gymnasium de Bad Cannstatt, cerca de Stuttgart, y en 1893, a pesar de obtener el diploma de ingreso de primer año, dejó los estudios.

### Primeros empleos y nacimiento como escritor
Comenzó como aprendiz de librero en Esslingen am Neckar, aprendizaje que abandonó tres días después. Luego trabajó como mecánico durante catorce meses en la fábrica de relojes Perrot en Calw, pero aquel monótono trabajo reforzó en él su deseo de volver a una actividad intelectual. En octubre de 1895 empezó una nueva experiencia como librero, en la librería Heckenhauer en Tubinga, a la que se consagró en cuerpo y alma. La parte principal del fondo literario era sobre teología, filología y derecho y la tarea del aprendiz Hesse consistía en agrupar y archivar libros. Al terminar la jornada, continuaba enriqueciendo su cultura en solitario y los libros compensaban la ausencia de contactos sociales —«[...] con los libros tenía más y mejores relaciones»—. Hesse leyó escritos teológicos, después a Goethe y más tarde a Lessing, Schiller y textos de la mitología griega. En 1896, su poema Madonna fue publicado en una revista vienesa.
En 1898 Hesse llegó a asistente de librero y dispuso de un sueldo respetable que le aseguró independencia económica. En esta época leía sobre todo obras de los románticos alemanes, especialmente de Clemens Brentano, Joseph von Eichendorff y Novalis. Siendo todavía librero, publicó en el otoño de 1898 su primer libro de poemas, Romantische Lieder (Canciones románticas), y en el verano de 1899, Eine Stunde hinter Mitternacht (Una hora después de la medianoche). A pesar de que ambas obras fracasaron comercialmente, el editor, Eugen Diederichs, estaba convencido del valor literario de la obra y vio estas publicaciones desde el principio como un estímulo para el joven autor, más que como un negocio.
A partir del otoño de 1899, Hesse trabajó en una librería de ocasión en Basilea. Sus padres tenían contactos con familias basilenses cultas, por lo que se abrió ante él un reino espiritual y artístico de lo más estimulante. Al mismo tiempo, el paseante solitario que era Hesse encontró la ocasión de retirarse a su mundo interior gracias a las numerosas posibilidades de viajes y paseos, lo que sirvió a su búsqueda artística personal y le ayudó a desarrollar en él la aptitud de transcribir literariamente sus percepciones sensoriales. En 1900 se libró del servicio militar por sus problemas en la vista, los cuales duraron toda su vida, al igual que su neuralgia y sus migrañas.
En 1901 Hesse pudo realizar uno de sus grandes sueños: viajar a Italia. Ese mismo año encontró un nuevo empleo, en la librería Wattenwyl en Basilea. Al mismo tiempo, aumentaron las ocasiones de publicar poemas y pequeños relatos literarios en revistas. Enseguida el editor Samuel Fischer se interesó por Hesse y la novela Peter Camenzind, publicada oficialmente en 1904, marcó el punto de cambio, pues Hesse pudo vivir de sus escritos a partir de entonces.
La consagración literaria permitió a Hesse casarse en 1904 con Maria Bernoulli, instalarse con ella en Gaienhofen, a orillas del lago de Constanza, y fundar una familia. Escribió entonces su segunda novela, Bajo las ruedas, aparecida en 1906, además de relatos y poemas. Su siguiente novela, Gertrud (1910), supuso una crisis de creatividad en Hesse. Acabó a duras penas la obra y más tarde la consideró fallida. Problemas en su hogar le llevan a viajar en 1911 con Hans Sturzenegger por Ceilán e Indonesia, donde no encontró la inspiración espiritual y religiosa que buscaba, pero este viaje impregnó sus obras posteriores, comenzando por Aus Indien (Cuadernos hindúes) (1913). Tras su vuelta la familia se mudó a Berna, pero a pesar de ello no se resolvieron sus dificultades de pareja, tal como describe en su novela Rosshalde.

### La Gran Guerra
Tras la declaración de la Primera Guerra Mundial en 1914, Hesse se presentó como voluntario en la embajada de Alemania. Fue, sin embargo, declarado inútil para el combate y destinado en Berna para asistir a prisioneros de guerra en su embajada. En su nuevo puesto era responsable de la «Librería de los prisioneros de guerra alemanes». El 3 de noviembre de 1914 publicó en el Neue Zürcher Zeitung el artículo «O Freunde, nicht diese Töne», traducido literalmente como: ¡Oh, amigos, no con esos acentos! y llanamente, Amigos, dejemos nuestras disputas, primer verso de la Oda a la Alegría, del poeta alemán Friedrich von Schiller en el que llamaba a los intelectuales alemanes a no caer en las polémicas nacionalistas. La reacción que produjo la calificó más tarde de momento crucial en su vida: por primera vez, se encontró en medio de una violenta trifulca política, la prensa alemana lo atacó —en la prensa de mi patria fui declarado traidor—, recibió anónimos amenazantes y cartas de amigos que no le respaldaron. Por otro lado, sí le apoyaron su amigo Theodor Heuss y el escritor francés Romain Rolland. 
Los conflictos con el público alemán no se habían disipado cuando Hesse sufrió una nueva vuelta de tuerca que le sumió en una crisis existencial más profunda: la muerte de su padre, la grave enfermedad de su hijo Martin y la crisis esquizofrénica de su esposa. Tuvo que dejar la ayuda a los prisioneros y comenzar un tratamiento psicoterapéutico. Hesse fue tratado desde mayo de 1916 hasta 1917 por el Dr. Joseph Bernhard Lang, un estudiante y discípulo de Carl Gustav Jung. El primer mes completó doce sesiones y entre junio de 1916 y noviembre de 1917 dieciséis sesiones más. Esto iniciaría en Hesse un gran interés por la psicología analítica, a través del cual llegaría a conocer personalmente a Jung, quien lo familiarizó con el mundo de los símbolos, latente en Hesse desde los años de su infancia. Entre septiembre y octubre de 1917, Hesse redactó la novela Demian, que salió a luz en 1919 con el seudónimo de Emil Sinclair.

### La Casa Camuzzi

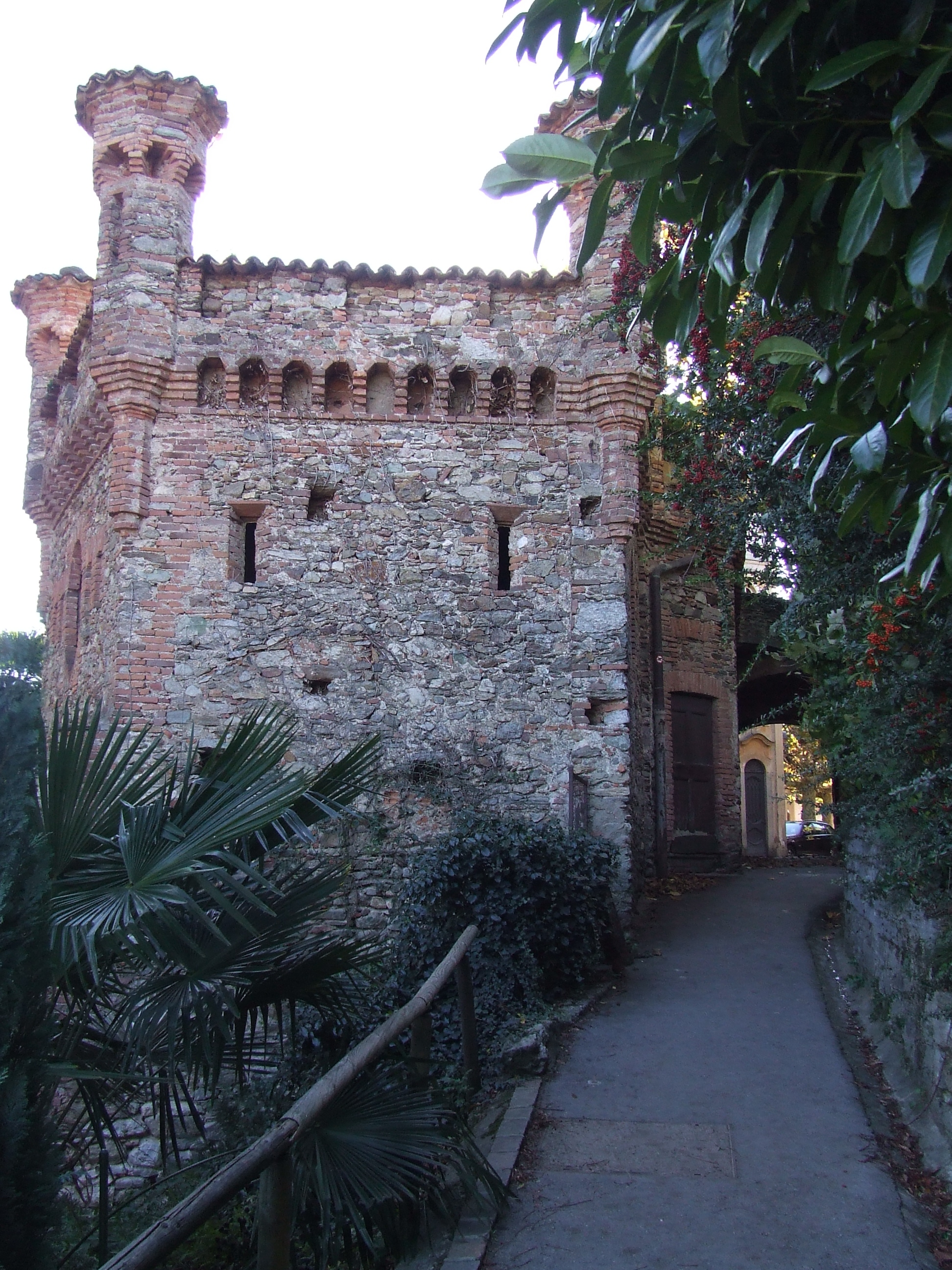
Casa Camuzzi en Montagnola, donde el poeta vivió durante casi cuatro décadas.

Cuando pudo retornar a su vida civil, su matrimonio estaba arruinado. Debido a la grave psicosis que afectó a su esposa (y muy a pesar de la mejoría), no pudo plantearse ningún porvenir con Maria. La casa de Berna fue vendida, y Hesse se mudó a la villa de Montagnola, en el distrito denominado Collina D'Oro, en el cantón del Tesino, en Suiza, donde alquiló un edificio similar a un pequeño castillo: la «Casa Camuzzi». Allí no solo comenzó a escribir, sino también a pintar, lo que aparece en su gran relato siguiente, Klingsors letzter Sommer (El último verano de Klingsor). En 1922 apareció la novela Siddhartha, en la que expresa su amor por la cultura y sabiduría hindú. 
Hesse se casó en 1924 con Ruth Wenger, matrimonio que no fue consumado, y obtuvo la nacionalidad suiza. Las principales obras que siguieron, Kurgast (En el balneario) en 1925 y Die Nürnberger Reise (Viaje a Núremberg) en 1927, son relatos autobiográficos teñidos de ironía, en los que se anuncia su más célebre novela, Der Steppenwolf (El lobo estepario) (1927). Al cumplir cincuenta años apareció su primera biografía, publicada por su amigo Hugo Ball. Poco después, con el éxito de su novela, la vida del escritor dio un cambio al iniciar una relación con Ninon Dolbin, que sería su tercera esposa. Publicó Narziβ und Goldmund (Narciso y Goldmundo) (1930), dejó el apartamento de la Casa Camuzzi y se instaló con ella en una casa más grande: la Casa Hesse (también llamada Casa Rossa) en los altos de Montagnola, construida según sus deseos por su amigo Hans C. Bodmer.

### El juego de los abalorios
En 1931 comenzó el proyecto de su última gran obra, titulada Das Glasperlenspiel (El juego de los abalorios). Publicó en 1932 un relato preparatorio, Die Morgenlandfahrt (El viaje a Oriente). Hesse observaba con preocupación la toma de poder de los nazis en Alemania. En 1933, Bertolt Brecht y Thomas Mann estuvieron en su casa durante sus viajes al exilio. Hesse intentó, a su manera, oponerse a la evolución de Alemania: publicaba desde hacía tiempo reseñas en la prensa alemana, a partir de entonces se manifestó más enérgicamente en favor de autores judíos o perseguidos por los nazis. Desgraciadamente, desde mediados los años treinta, ningún periódico alemán se arriesgó a publicar artículos suyos. Su refugio espiritual contra las querellas políticas y más tarde contra las trágicas noticias de la Segunda Guerra Mundial fue trabajar en su novela El juego de los abalorios, impresa finalmente en 1943 en Suiza. En esta novela, según Luis Racionero, «propone su ideal de cultura: Una sociedad que recoge y practica lo mejor de todas las culturas y las reúne en un juego de música y matemáticas que desarrolla las facultades humanas hasta niveles insospechados». En gran parte, por esta obra tardía le fue concedido en 1946 el premio Nobel de literatura.
Después de la Segunda Guerra Mundial escribió algunos relatos más cortos y poemas, pero ninguna novela. Murió a los ochenta y cinco años, el 9 de agosto de 1962 en Montagnola, a consecuencia de una hemorragia cerebral mientras dormía.

## Influencia
En su época, Hesse era un autor popular e influyente en el mundo de habla alemana. La fama mundial sólo llegó después. La primera gran novela de Hesse, Peter Camenzind, fue recibida con entusiasmo por los jóvenes alemanes que deseaban un estilo de vida diferente y más "natural" en esta época de gran progreso económico y tecnológico en el país. Demian tuvo una fuerte y duradera influencia en la generación que regresó a casa después de la Primera Guerra Mundial. De manera similar, El juego de los abalorios, con su disciplinado mundo intelectual de Castalia y los poderes de la meditación y la humanidad, cautivó el deseo de los alemanes de un nuevo orden en medio del caos de una nación rota tras la pérdida en la Segunda Guerra Mundial.
En la década de 1950, la popularidad de Hesse comenzó a disminuir, mientras que los críticos de la literatura y los intelectuales dirigieron su atención a otros temas. En 1955, las ventas de los libros de Hesse por parte de su editor Suhrkamp alcanzaron un mínimo histórico. Sin embargo, después de la muerte de Hesse en 1962, los escritos publicados póstumamente, incluidas cartas y piezas de prosa previamente desconocidas, contribuyeron a un nuevo nivel de comprensión y apreciación de sus obras.
En el momento de la muerte de Hesse en 1962, sus obras aún eran relativamente poco leídas en los Estados Unidos, a pesar de su estatus como premio Nobel. Un memorial publicado en The New York Times llegó al punto de afirmar que las obras de Hesse eran en gran parte "inaccesibles" para los lectores estadounidenses. La situación cambió a mediados de la década de 1960, cuando las obras de Hesse se convirtieron en los libros más vendidos en los Estados Unidos. El renacimiento de la popularidad de las obras de Hesse se ha acreditado a su asociación con algunos de los temas populares del movimiento de la contracultura (o hippie) de los años sesenta. En particular, el tema de la búsqueda de la iluminación de Siddhartha, Viaje al Oriente, y Narciso y Goldmundo resonó con esos ideales contra-culturales. Las secuencias del "teatro mágico" en El lobo estepario fueron interpretadas por algunos como psicodelia inducida por las drogas, aunque no hay pruebas de que Hesse haya tomado drogas psicodélicas ni haya recomendado su uso. En gran parte, el boom de Hesse en los años sesenta se remonta a escritos entusiastas por dos figuras influyentes de la contracultura: Colin Wilson y Timothy Leary. Desde Estados Unidos, el renacimiento de Hesse se extendió a otras partes del mundo e incluso a Alemania: se vendieron más de 800.000 copias en el mundo de habla alemana de 1972 a 1973. En un espacio de pocos años, Hesse se convirtió en el autor europeo más leído y traducido del siglo XX. Hesse fue especialmente popular entre los lectores jóvenes, una tendencia que continúa hoy en día.
Hay una cita de Demian en la portada del álbum Abraxas de Santana en 1970, que revela la fuente del título del álbum.
Siddhartha de Hesse es una de las novelas occidentales más populares de la India. Una traducción autorizada de Siddhartha se publicó en el idioma malayalam en 1990, el lenguaje que rodeaba al abuelo de Hesse, Hermann Gundert, durante la mayor parte de su vida. Una Sociedad Hermann Hesse de la India también se ha formado. Su objetivo es llevar a cabo traducciones auténticas de Siddhartha en todos los idiomas de la India y ya ha preparado las traducciones en sánscrito, malaylam e hindi de Siddhartha. Un monumento perdurable a la popularidad duradera de Hesse en los Estados Unidos es el Magic Theatre de San Francisco. Refiriéndose a "The Magic Theatre for Madmen Only" en El lobo estepario (una especie de cabaret espiritual y algo de pesadilla a la que asisten algunos de los personajes, incluido Harry Haller), el Magic Theatre se fundó en 1967 para interpretar obras de nuevos dramaturgos. Fundado por John Lion, el Teatro Mágico ha cumplido esa misión durante muchos años, incluidos los estrenos mundiales de muchas obras de Sam Shepard.
También hay un teatro en Chicago que lleva el nombre de la novela, el Teatro Steppenwolf.
En toda Alemania, muchas escuelas llevan su nombre. El Hermann-Hesse-Literaturpreis es un premio literario asociado con la ciudad de Karlsruhe que se ha otorgado desde 1957. Desde 1990, el Premio Calw Hermann Hesse ha sido otorgado cada dos años alternativamente a una revista literaria en idioma alemán y un traductor de la obra de Hesse. La Internationale Hermann-Hesse-Gesellschaft se fundó en 2002 en el 125 aniversario de Hesse y comenzó a otorgar su premio Hermann Hesse en 2017.

## Obras

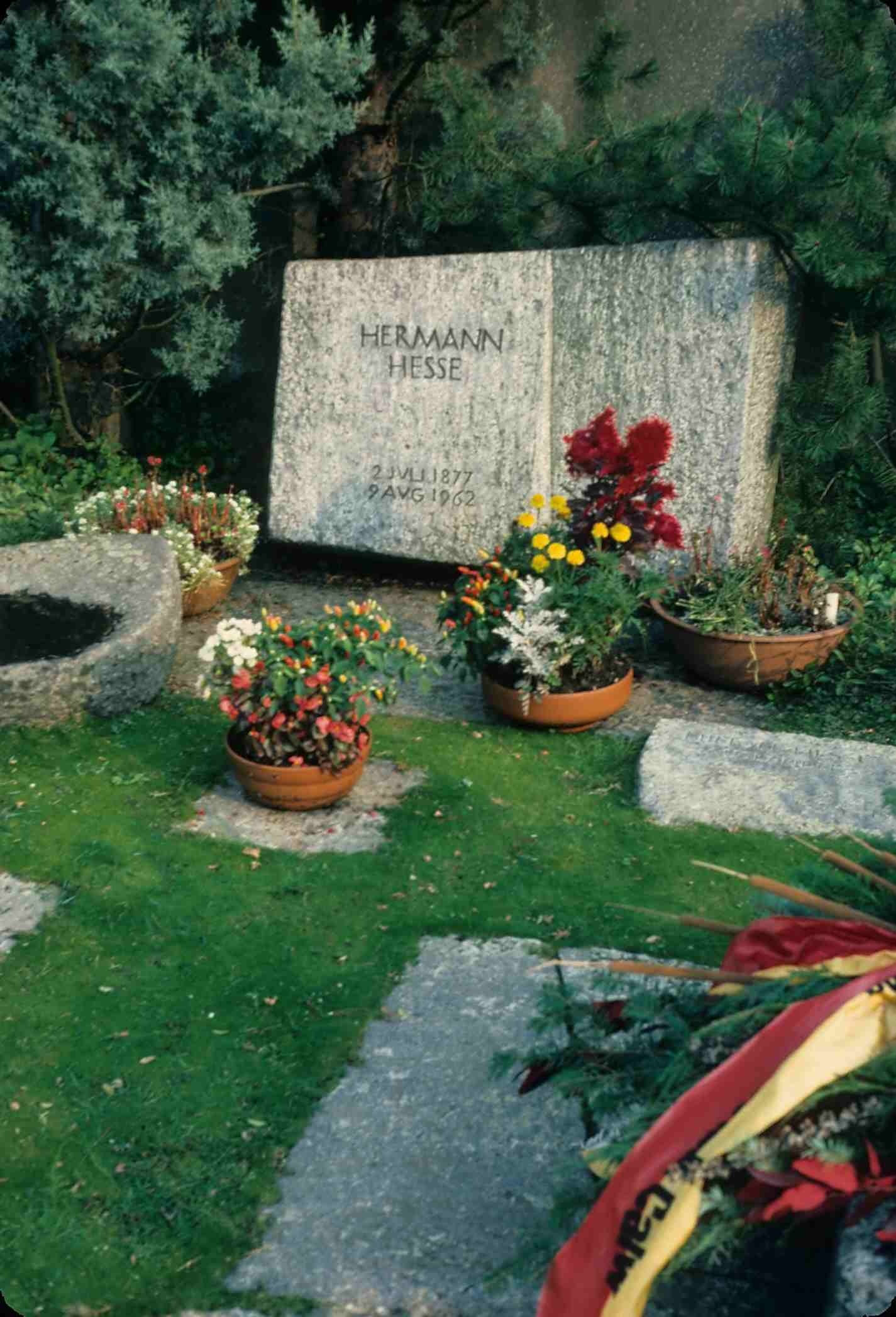
La tumba de Hermann y Ninon Hesse en Collina d'Oro, Suiza.

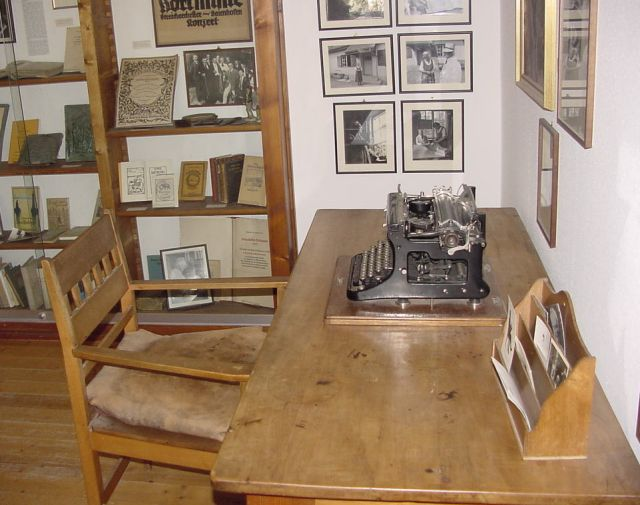
Escritorio de Hesse, en el Museo Gaienhofen.

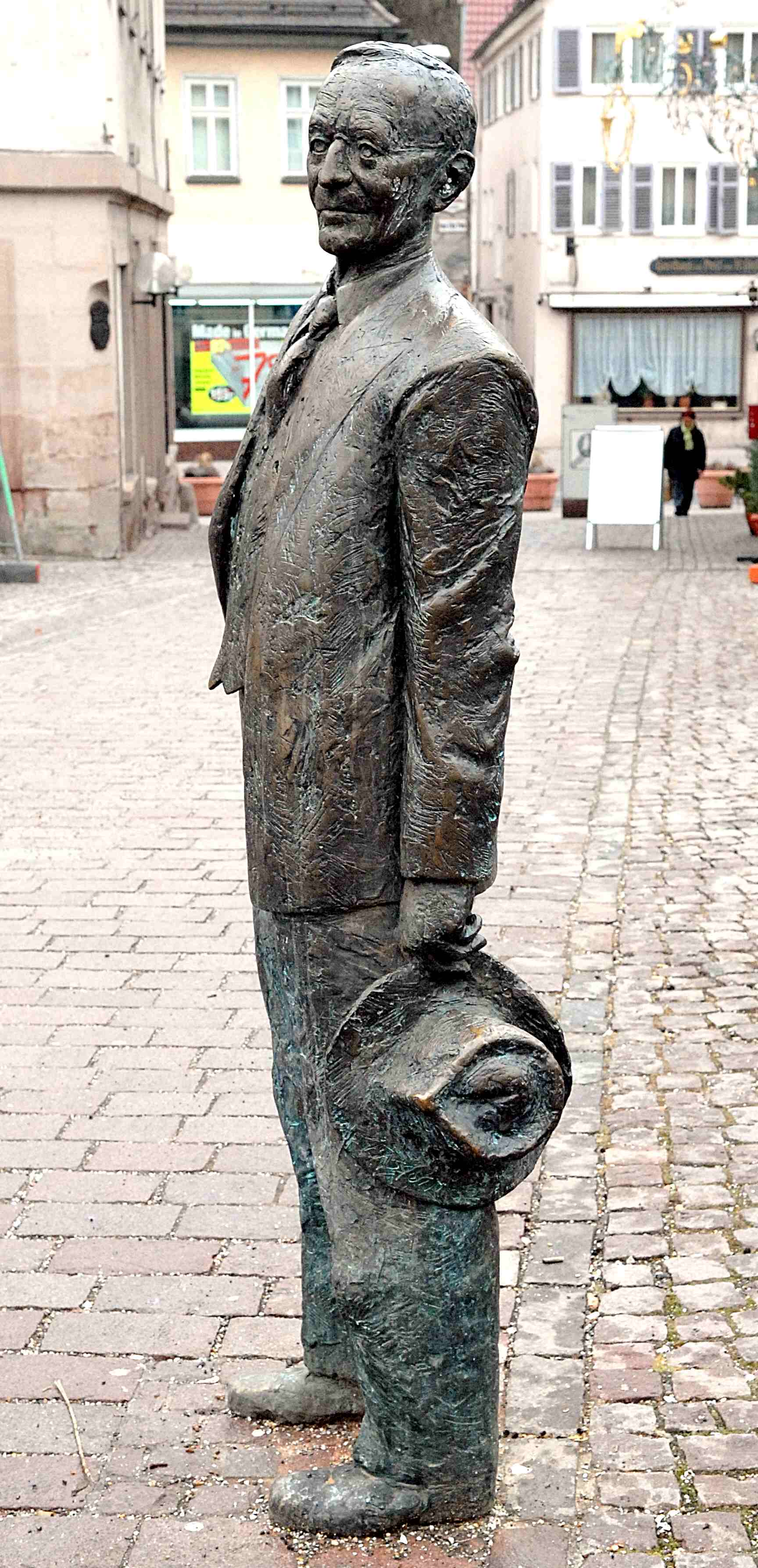
Escultura de Hermann Hesse: "Entre quedarse y seguir". Diseñada por el escultor Kurt Tassotti, esta estatua de bronce de tamaño real fue presentada en Calw en el 125.º aniversario del nacimiento del escritor. La figura lo muestra a los 55 años de edad, durante su última visita a Calw a principios de 1930.

### Novelas
- Peter Camenzind (1904)
- Bajo las ruedas (1906)
- Gertrudis (1910)
- Rosshalde (1914)
- Tres momentos de una vida (1915)
- Demian (1919)
- Klein y Wagner (1920)
- Siddhartha (1922)
- El lobo estepario (1927)
- Narciso y Goldmundo (1930)
- Viaje al Oriente (1932)
- El juego de los abalorios (1943)
- Berthold (inconclusa) (1945)

### Cuentos
- Eine Stunde hinter Mitternacht (1899)
- Diesseits (1907)
- Nachbarn (1908)
- Umwege (1912)
- Am Weg (1915)
- Zarathustras Wiederkehr (1919)
- El último verano de Klingsor (1920)
- Weg nach Innen (1931)
- Die Morgenlandfahrt (1932)
- Kleine Welt (1933)
- Fabulierbuch (1935)
- Das Haus der Träume (1937)
- Der Pfirsichbaum (1945)
- Die Traumfährte (1945)

### Poemas
- Romantische Lieder (1898)
- Hermann Lauscher (1901)
- Neue Gedichte (1902)
- Unterwegs (1911)
- Musik des Einsamen (1925)
- Gedichte des Malers (1920)
- Trost der Nacht (1929)
- Neue Gedichte (1937)

### Otras prosas
- Hermann Lauscher (1900)
- Aus Indien (1913)
- Wanderung (1920)
- Kurgast (1925)
- Nürnberger Reise (1927)
- Betrachtungen (1928)
- Krisis (1928) (diario)
- Gedankenblätter (1937)
- Der Europäer (1946) (ensayos)
- Krieg und Frieden (1946) (ensayos)
- Späte Prosa, (1951)
- Engadiner Erlebnisse (1953)
- Beschwörungen (1955)

## Traducciones al español (selección)
- Bajo las ruedas, trad. Genoveva Dieterich, Alianza, Madrid 1967
- Demian, trad. Genoveva Dieterich, Alianza, Madrid 1968
- Rastro de un sueño, trad. Mireia Bofill, Planeta, Barcelona 1976
- Peter Camenzind, trad. Jesús Ruíz, Caralt, Barcelona 1977
- Obstinación. Escritos autobiográficos, trad. Anton Dieterich, Alianza, Madrid 1977
- El lobo estepario, trad. Manuel Manzanares, Alianza, Madrid 1978
- Hermann Lauscher, trad. Victor Scholz, Plaz&Janés, Barcelona 1978
- Cuentos (4 vol.), trad. Feliu Formosa y Manuel Olasagasti Gaztelumendi, Alianza, Madrid 1978
- Knulp, trad. Raúl Sánchez Basurto, Cia. Gral. de Ediciones, México 1979
- Siddhartha. Una composición índia., trad. Juan José del Solar, Bruguera, Barcelona 1981
- El caminante, trad. Pilar Giralt, Bruguera, Barcelona 1981
- Narciso y Goldmundo, tra. Luis Tobio, Seix Barral, Barcelona 1984
- A una hora de medianoche, trad. Alfredo Cahn, Espasa Calpe, Madrid 1984
- En el balneario, trad. Pilar Giralt, Plaza&Janés, Barcelona 1987
- Gertrudis, trad. Mariano Olasagasti, Planeta, Barcelona 1986
- Sobre la guerra y la paz, trad. Pilar Giralt, Noguer, Barcelona 1999
- El último verano de Klingsor, trad.Ester Berenguer, Seix Barral, Barcelona 1983

## Premios
- 1906: Premio Bauernfeld.
- 1928: Mejstrik-Preis der Wiener Schiller-Stiftung
- 1936: Premio Gottfried Keller
- 1946: Premio Goethe
- 1946: Premio Nobel de Literatura
- 1947: Doctor honoris causa por la Universidad de Berna
- 1950: Wilhelm-Raabe-Preis
- 1954: Orden Pour le mérite für Wissenschaft und Künste
- 1955: Premio de la Paz del Comercio Librero Alemán